# Prærieløber
Prærieløber (Tryngites subruficollis) er en vadefugl, der i Danmark er en meget sjælden gæst fra det arktiske Nordamerika. Den overvintrer normalt i det sydlige Sydamerika. Prærieløber er den eneste art i slægten Tryngites. Nogle forskere har foreslået at flytte arten til en ny slægt kaldet Ereunetes
.